# Ry (Sena Marítim)
Ry és un municipi francès situat al departament del Sena Marítim i a la regió de Normandia. L'any 2007 tenia 742 habitants.

## Demografia

### Població
El 2007 la població de fet de Ry era de 742 persones. Hi havia 311 famílies de les quals 73 eren unipersonals (30 homes vivint sols i 43 dones vivint soles), 104 parelles sense fills, 95 parelles amb fills i 39 famílies monoparentals amb fills. La població ha evolucionat segons el següent gràfic:
Habitants censats
| Evolució de la població |      |      |      |      |      |      |      |      |
| 1793                    | 1800 | 1806 | 1821 | 1831 | 1836 | 1841 | 1846 | 1851 |
| 416                     | 322  | 315  | 315  | 438  | 452  | 467  | 511  | 501  |

| 1856 | 1861 | 1866 | 1872 | 1876 | 1881 | 1886 | 1891 | 1896 |
| ---- | ---- | ---- | ---- | ---- | ---- | ---- | ---- | ---- |
| 521  | 460  | 455  | 458  | 510  | 471  | 487  | 467  | 497  |

| 1901 | 1906 | 1911 | 1921 | 1926 | 1931 | 1936 | 1946 | 1954 |
| ---- | ---- | ---- | ---- | ---- | ---- | ---- | ---- | ---- |
| 494  | 499  | 488  | 437  | 425  | 422  | 449  | 568  | 495  |

| 1962 | 1968 | 1975 | 1982 | 1990 | 1999 | 2006 | 2011 | 2016 |
| ---- | ---- | ---- | ---- | ---- | ---- | ---- | ---- | ---- |
| 522  | 527  | 525  | 544  | 610  | 605  | -    | -    | -    |

| 2019 | - | - | - | - | - | - | - | - |
| ---- | - | - | - | - | - | - | - | - |
| -    | - | - | - | - | - | - | - | - |

### Habitatges
El 2007 hi havia 344 habitatges, 319 eren l'habitatge principal de la família, 8 eren segones residències i 17 estaven desocupats. 270 eren cases i 72 eren apartaments. Dels 319 habitatges principals, 165 estaven ocupats pels seus propietaris, 140 estaven llogats i ocupats pels llogaters i 13 estaven cedits a títol gratuït; 8 tenien una cambra, 17 en tenien dues, 70 en tenien tres, 82 en tenien quatre i 142 en tenien cinc o més. 232 habitatges disposaven pel capbaix d'una plaça de pàrquing. A 165 habitatges hi havia un automòbil i a 115 n'hi havia dos o més.

### Piràmide de població
La piràmide de població per edats i sexe el 2009 era:
| Homes | Edats   | Dones |
| ----- | ------- | ----- |
| 0     | 95 o +  | 0     |
| 4     | 90 a 94 | 0     |
| 0     | 85 a 89 | 4     |
| 0     | 80 a 84 | 8     |
| 4     | 75 a 79 | 12    |
| 12    | 70 a 74 | 12    |
| 20    | 65 a 69 | 24    |
| 24    | 60 a 64 | 12    |
| 12    | 55 a 59 | 12    |
| 32    | 50 a 54 | 36    |
| 8     | 45 a 49 | 16    |
| 8     | 40 a 44 | 16    |
| 20    | 35 a 39 | 20    |
| 16    | 30 a 34 | 24    |
| 28    | 25 a 29 | 24    |
| 16    | 20 a 24 | 16    |
| 16    | 15 a 19 | 16    |
| 12    | 10 a 14 | 24    |
| 36    | 5 a 9   | 4     |
| 16    | 0 a 4   | 24    |

## Llocs d'interès
- Església Saint-Sulpice.

## Economia
El 2007 la població en edat de treballar era de 459 persones, 370 eren actives i 89 eren inactives. De les 370 persones actives 337 estaven ocupades (173 homes i 164 dones) i 32 estaven aturades (13 homes i 19 dones). De les 89 persones inactives 41 estaven jubilades, 18 estaven estudiant i 30 estaven classificades com a «altres inactius».

### Ingressos
El 2009 a Ry hi havia 323 unitats fiscals que integraven 749 persones, la mediana anual d'ingressos fiscals per persona era de 18.675 €.

### Activitats econòmiques
Dels 68 establiments que hi havia el 2007, 3 eren d'empreses alimentàries, 1 d'una empresa de fabricació d'altres productes industrials, 7 d'empreses de construcció, 17 d'empreses de comerç i reparació d'automòbils, 4 d'empreses de transport, 3 d'empreses d'hostatgeria i restauració, 2 d'empreses financeres, 3 d'empreses immobiliàries, 9 d'empreses de serveis, 10 d'entitats de l'administració pública i 9 d'empreses classificades com a «altres activitats de serveis».
Dels 21 establiments de servei als particulars que hi havia el 2009, 1 era una oficina de correu, 2 oficines bancàries, 1 autoescola, 1 paleta, 2 guixaires pintors, 3 electricistes, 4 perruqueries, 3 veterinaris, 2 restaurants, 1 agència immobiliària i 1 tintoreria.
Dels 12 establiments comercials que hi havia el 2009, 1 era un supermercat, 1 una gran superfície de material de bricolatge, 1 una botiga de més de 120 m², 1 una botiga de menys de 120 m², 3 carnisseries, 1 una llibreria, 1 una botiga de roba, 1 una sabateria, 1 un drogueria i 1 una joieria.

## Equipaments sanitaris i escolars
L'únic equipament sanitari que hi havia el 2009 era una farmàcia.
El 2009 hi havia 1 escola maternal integrada dins d'un grup escolar amb les comunes properes formant una escola dispersa i 1 escola elemental integrada dins d'un grup escolar amb les comunes properes formant una escola dispersa.

## Poblacions més properes
El següent diagrama mostra les poblacions més properes.